# De Hoop (Culemborg)
De molen De Hoop is een stellingmolen en is in 1854 gebouwd. De molen bevindt zich aan 't Jach 3 in Culemborg.
Aan het begin van de 20e eeuw is de molen onttakeld zodat alleen de molenromp overbleef omdat een stoommachine het werk had overgenomen. Jarenlang is deze romp gebruikt als opslagplaats van Aart Uittenbogert, een handelaar in tweedehands goederen, bijgenaamd Aart de Jood.

Omstreeks 1980 heeft de gemeente Culemborg de molenromp aangekocht om hem te laten restaureren. In 1993 is de molen weer maalvaardig gemaakt met behulp van delen van het binnenwerk van Oranjemolen te Lewedorp. Het gevlucht is voorzien van een schrikdraadinstallatie voor het weren van vogels, in het bijzonder van aalscholvers. De gelaste roeden zijn in 1993 gemaakt door de firma Buurma uit Oudeschans. De binnenroede is 26 meter lang en heeft nummer 283. De buitenroede is 26,10 meter lang en heeft nummer 282.
Op de baard staat:
De initialen HE en NvK zijn van het molenmakerbedrijf Henk Endendijk en de molenmaker Nico van Koerten uit Zwartebroek, die de restauratie in 1993 uitvoerde.

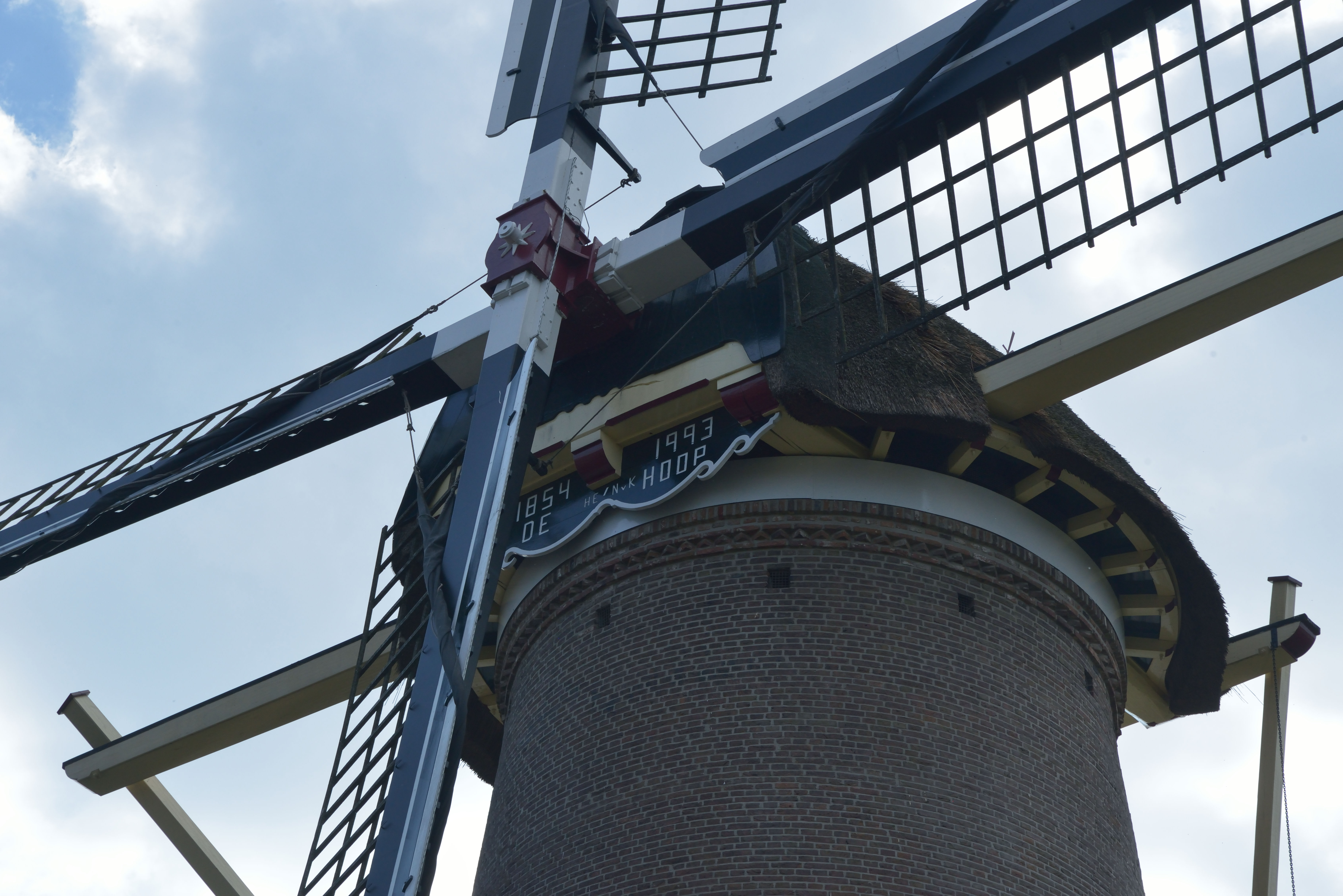
Baard
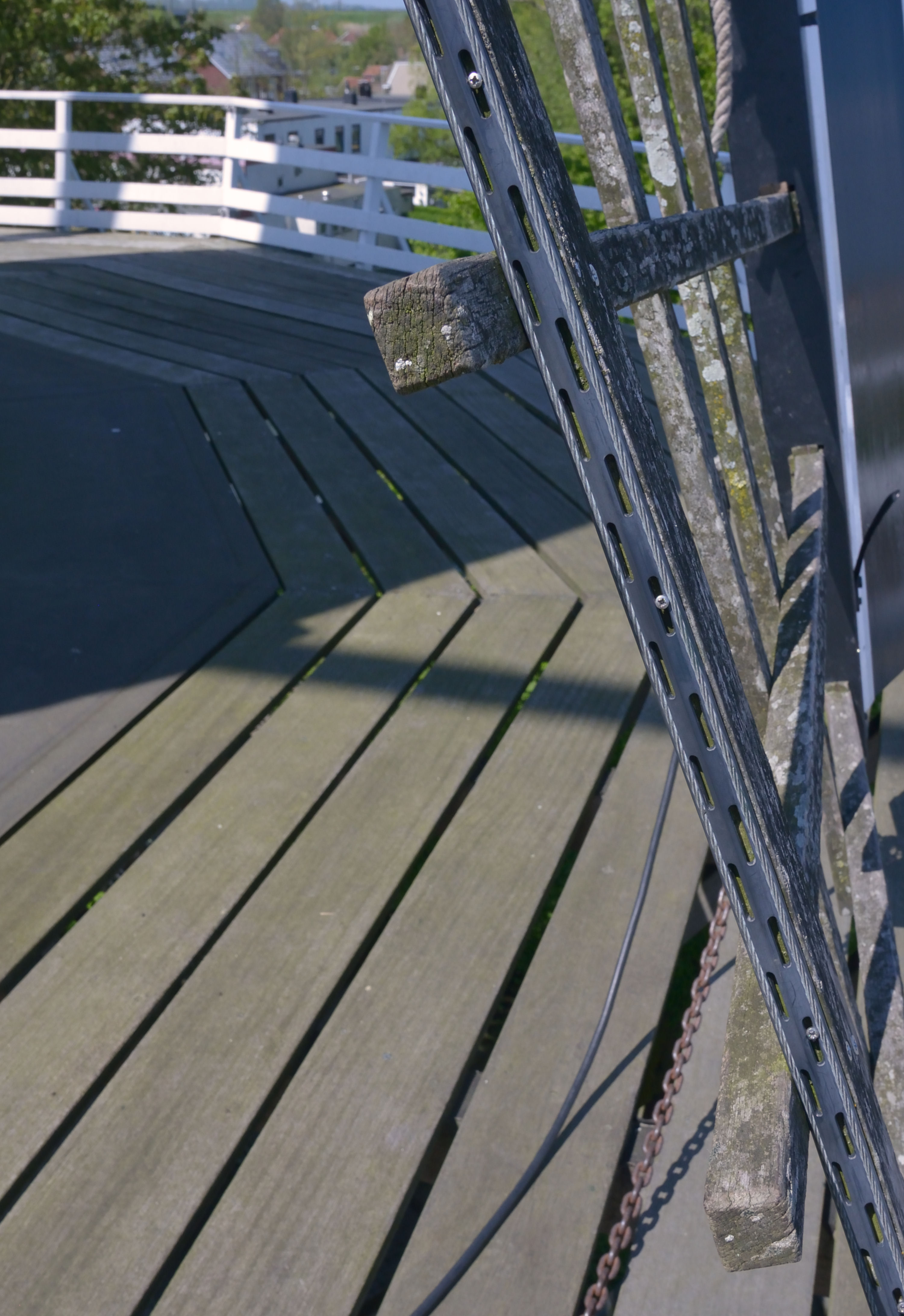
Schrikdraad langs de roe tegen aalscholvers
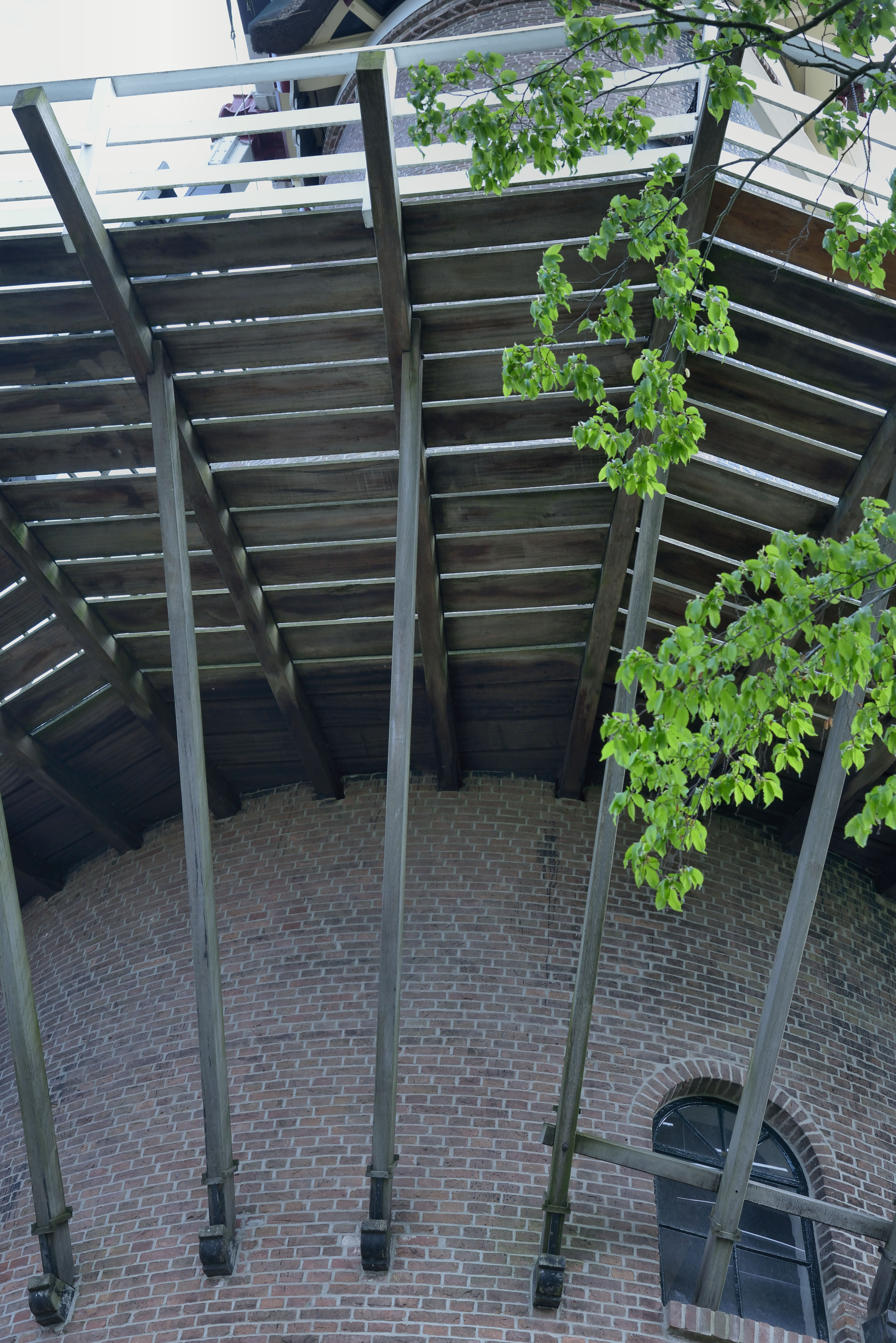
Stelling zonder buitensluiting

De 6,15 meter lange, gietijzeren bovenas is in 1993 gegoten door de Gieterij Hardingxveld en heeft nummer 51.
De Hoop is uitgerust met twee maalkoppels. Aan de noordzijde een maalkoppel met 16er blauwe stenen en aan de zuidzijde een maalkoppel 16er kunststenen. Alleen het maalkoppel met blauwe stenen is maalvaardig en heeft een regulateur.
De kap heeft een engels kruiwerk dat wordt bediend met een kruiwiel.
De vang, waarmee de molen wordt stilgezet, is een vlaamse vang die wordt bediend met een vangtouw en vangtrommel.
Voor het luien, ophijsen, is er een sleepluiwerk.

## Overbrengingen
- De overbrengingsverhoudingen zijn 1 : 7,22 en 1 : 9.
- Het bovenwiel heeft 65 kammen en de bovenschijfloop heeft 30 staven. De koningsspil draait hierdoor 2,17 keer sneller dan de bovenas. De steek, de afstand tussen de staven, is 13,2 cm.
- Het spoorwiel heeft 100 kammen. Het steenrondsel van het maalkoppel met blauwe stenen heeft 24 staven en dat met de kunststenen 30 staven. Het steenrondsel van het maalkoppel met blauwe stenen draait hierdoor 4,17 keer sneller dan de koningsspil en 9 keer sneller dan de bovenas. Het steenrondsel van het maalkoppel met kunststenen draait hierdoor 3,57 keer sneller dan de koningsspil en 7,22 keer sneller dan de bovenas. De steek is 8,9 cm.

De molen is zaterdags van 10:00 tot 16:00 uur te bezoeken en wordt in bedrijf gehouden door vrijwilligers.

## Afbeeldingsgalerij van het binnenwerk

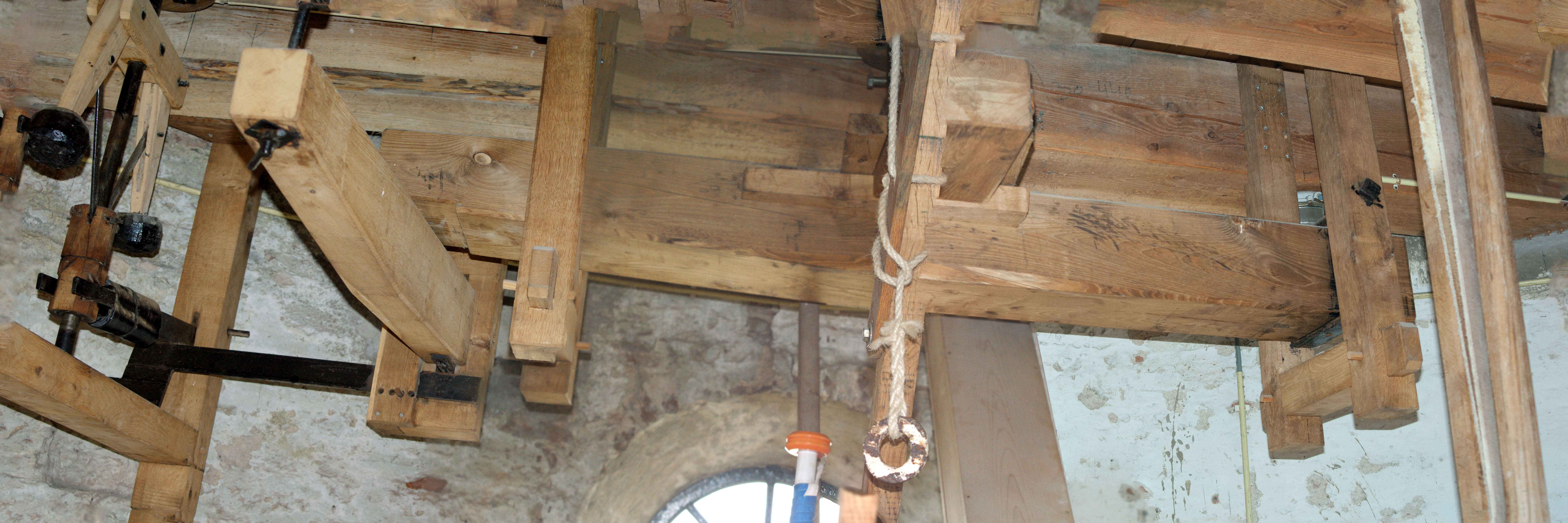
Het lichtwerk van het koppel met blauwe stenen
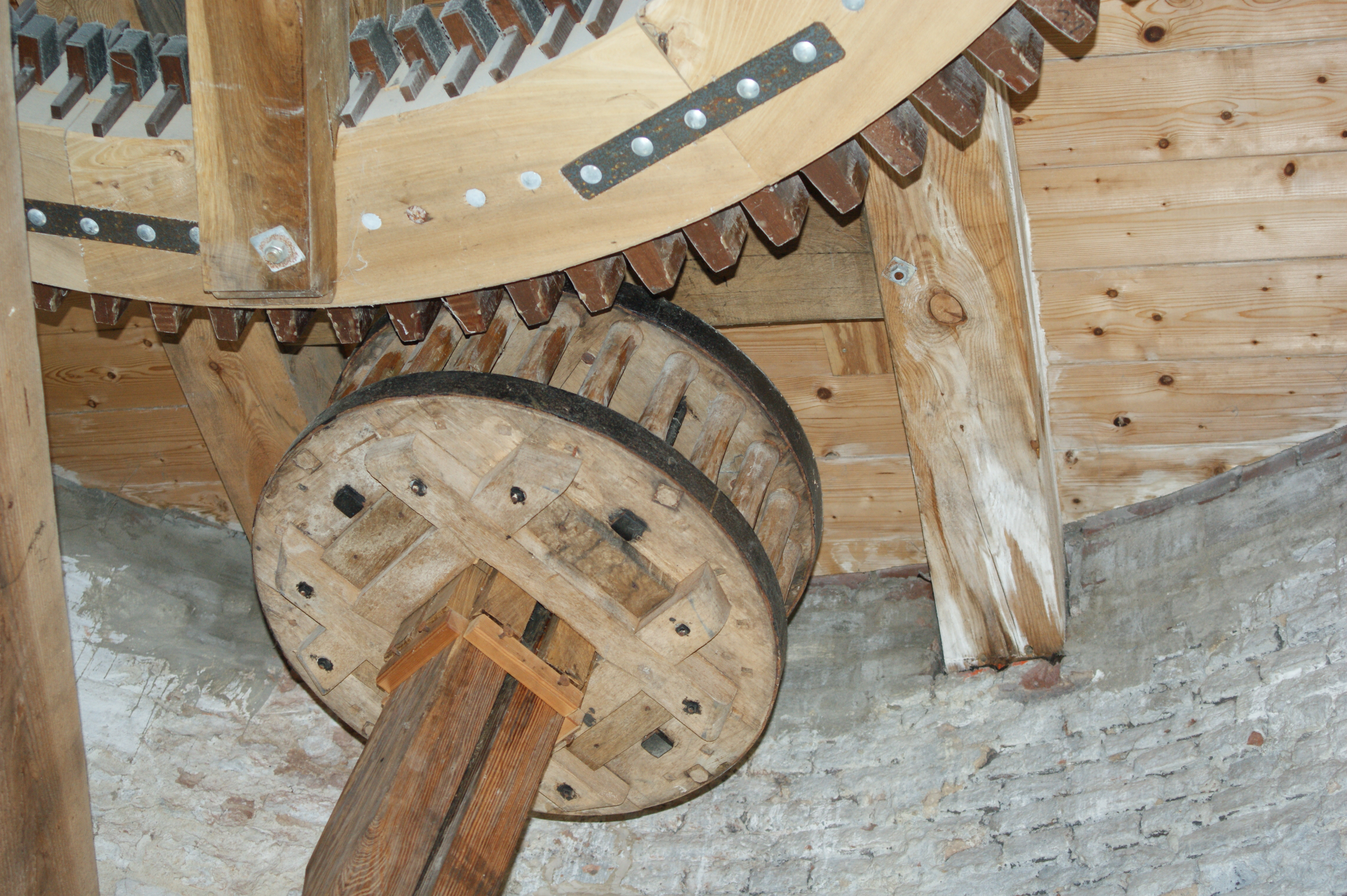
Een steenspilrondsel aangedreven door het spoorwiel
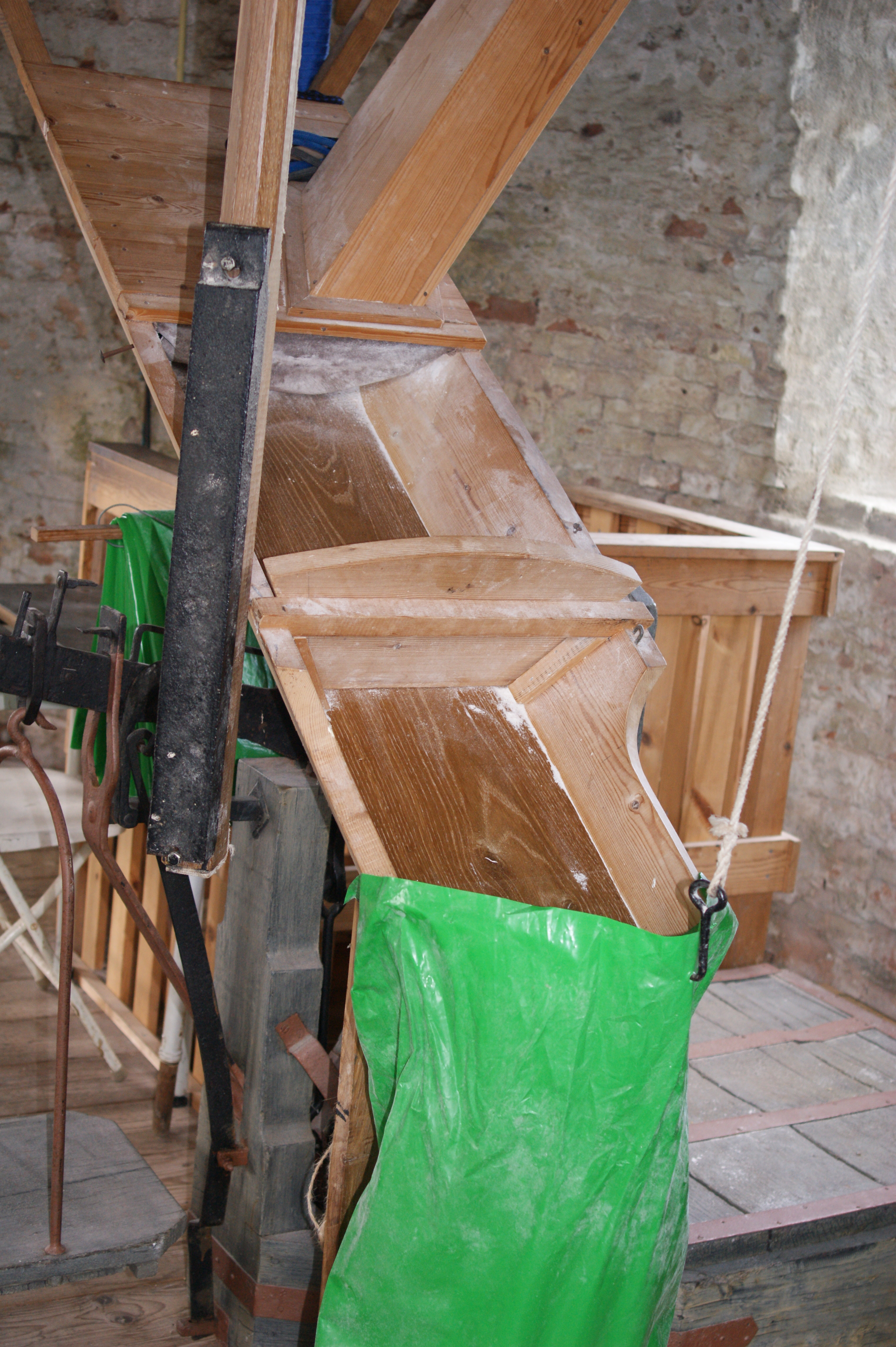
De meelpijp met maalbak
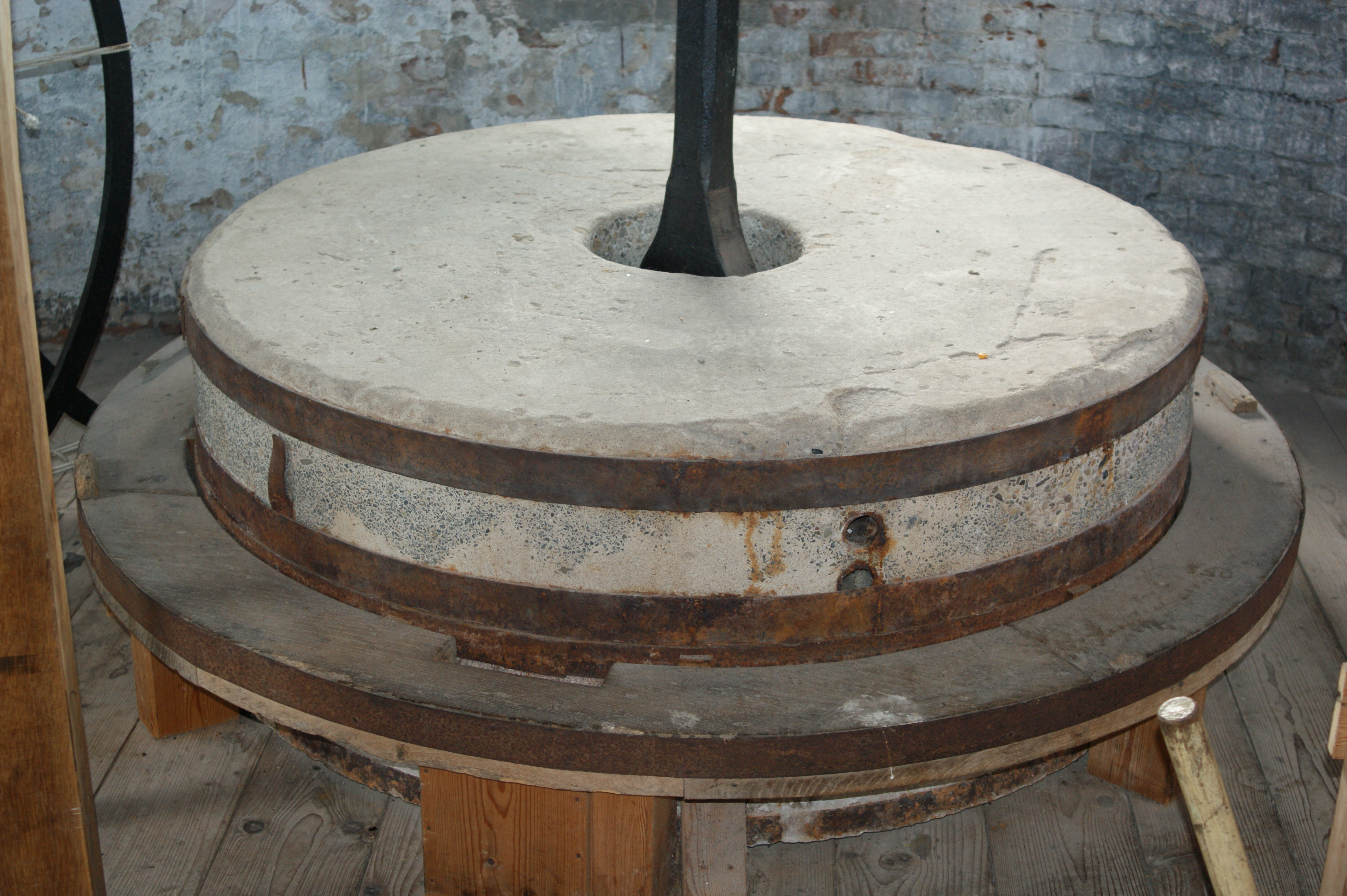
Opengelegd koppel kunststenen
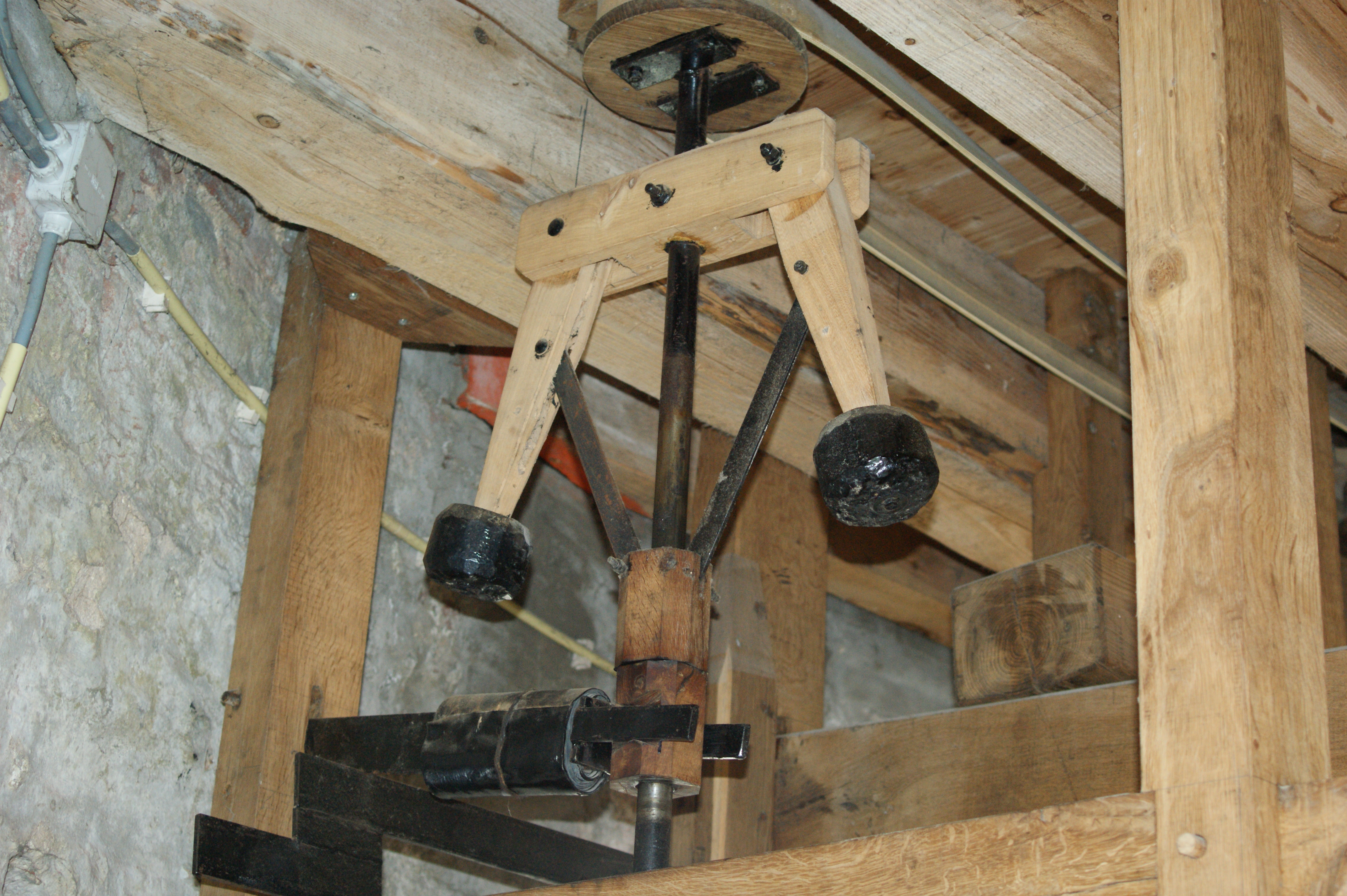
Regelateur van het maalkoppel met blauwe stenen
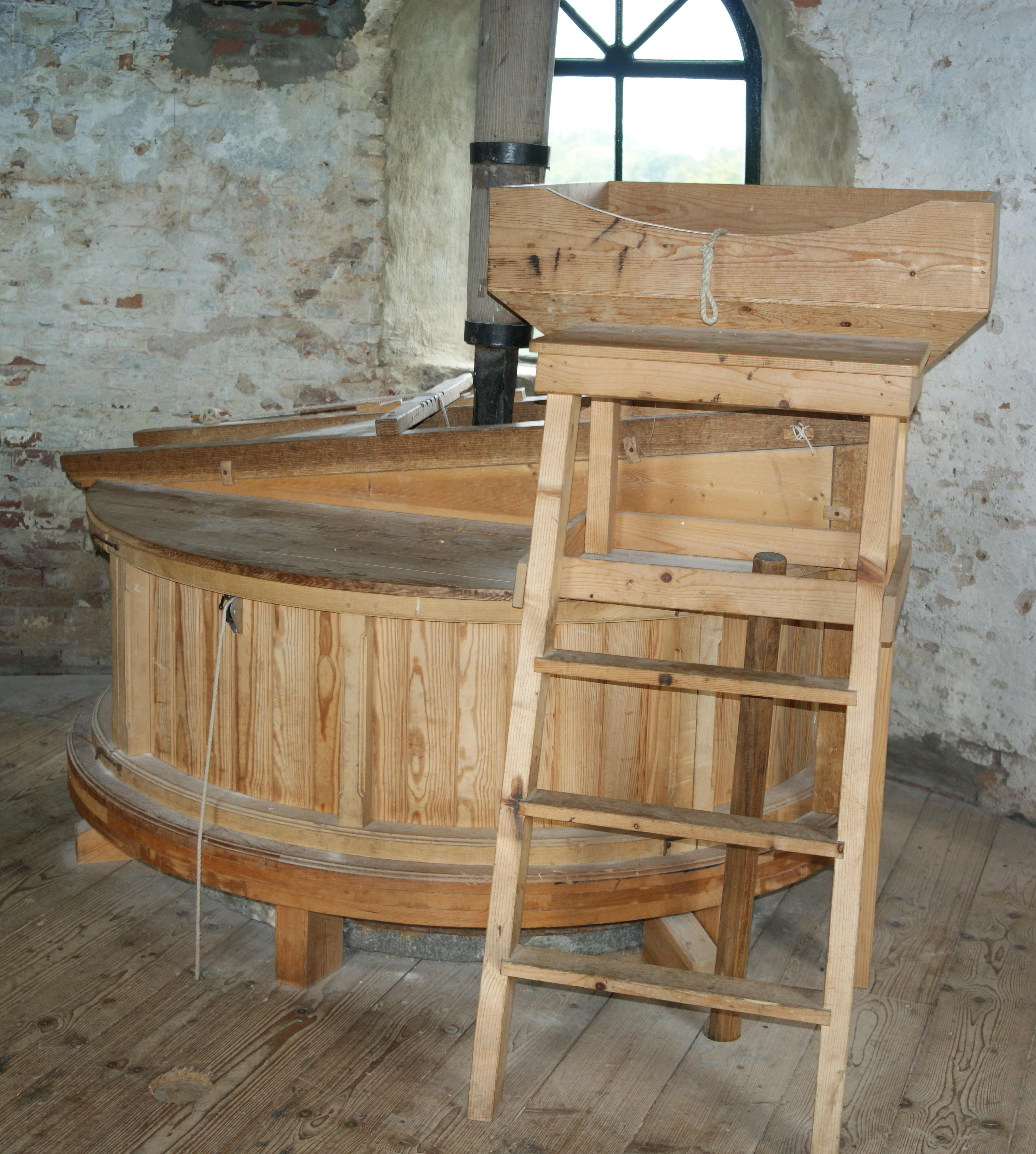
Maalkoppel met blauwe stenen
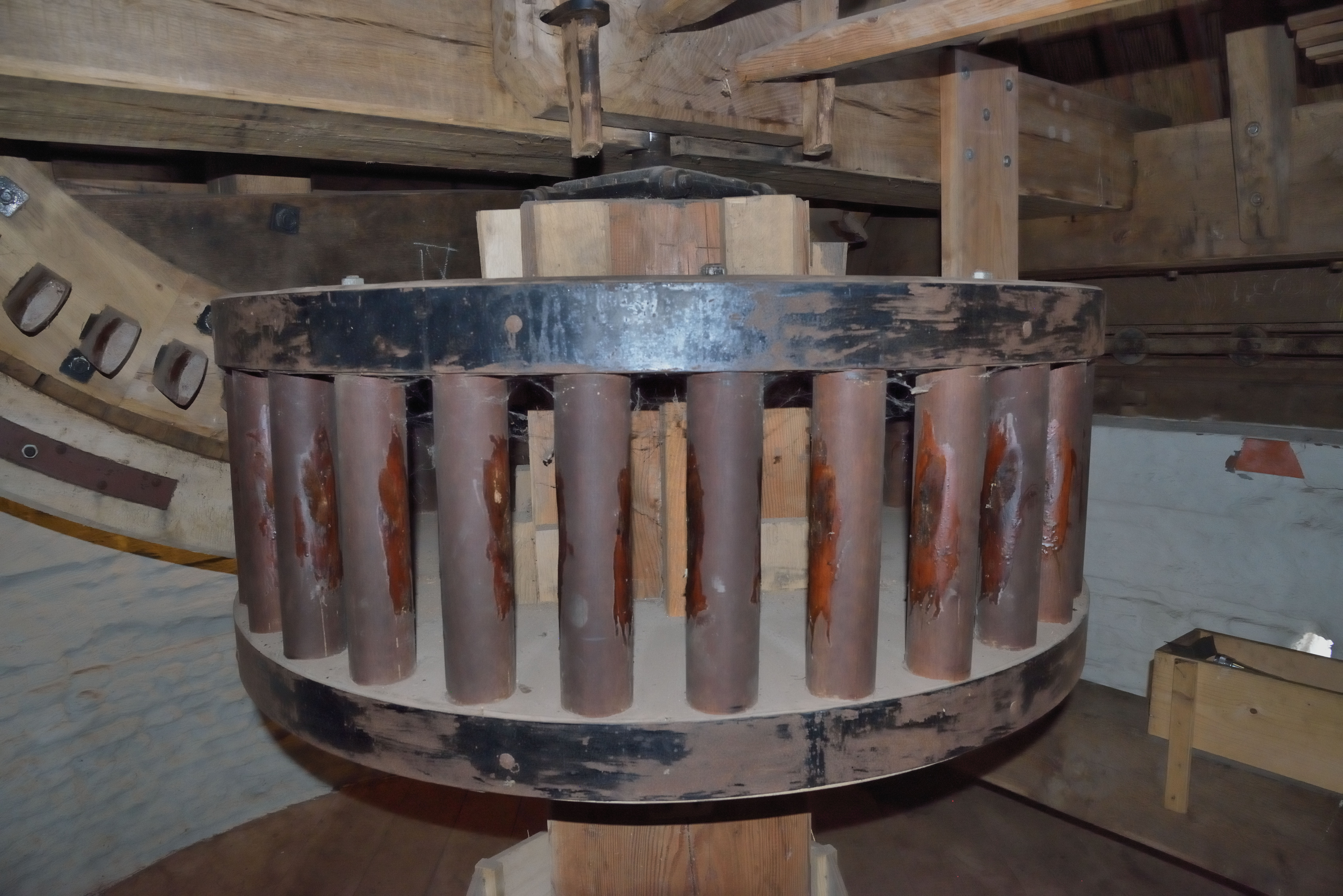
Bovenschijfloop
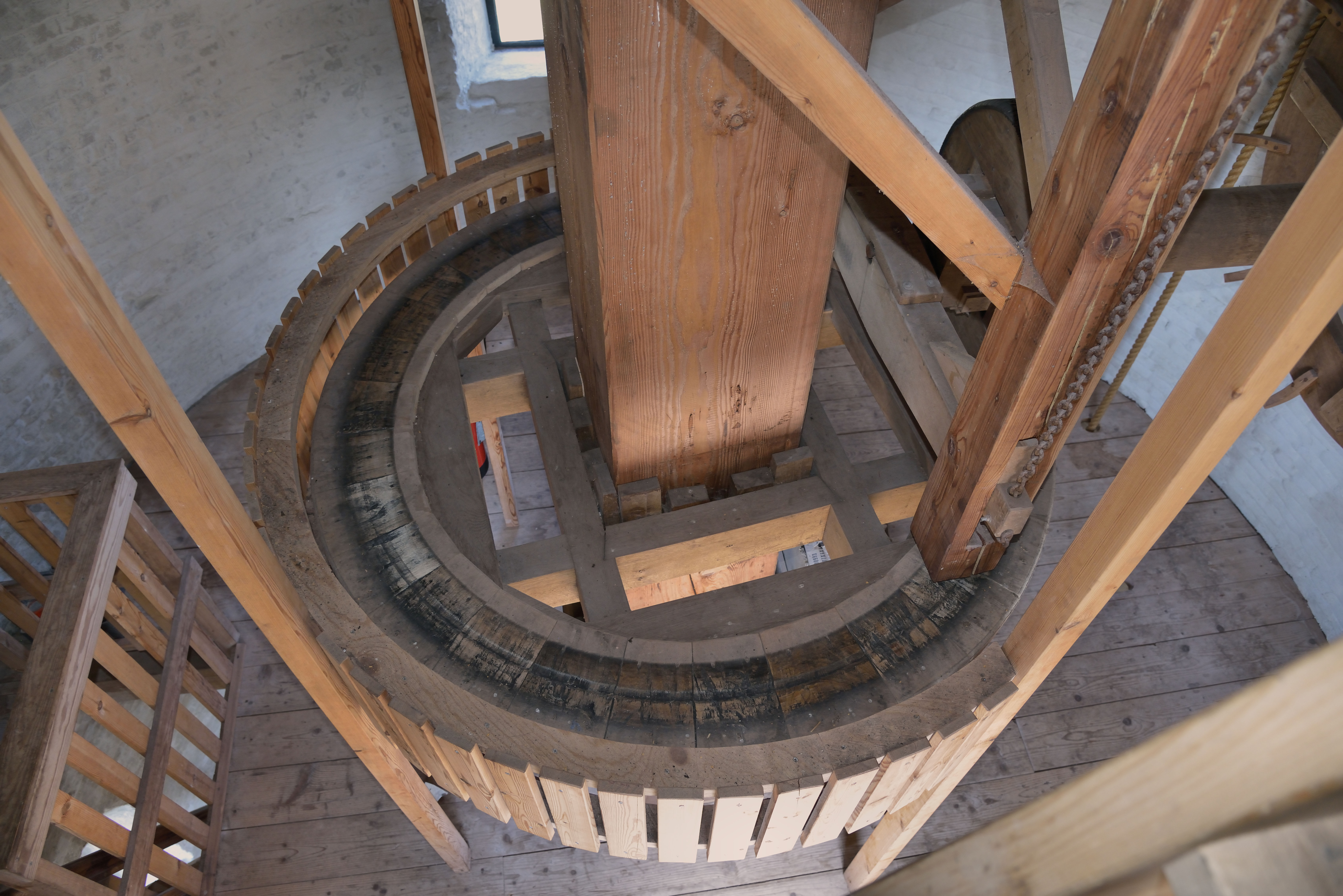
Luitafel